# Vuelta a España 1977
Das Radrennen zur 32. Vuelta a España wurde in 21 Abschnitten und 2785,1 Kilometern vom 26. April bis zum 15. Mai 1977 ausgetragen. 
Gesamtsieger wurde Freddy Maertens vor Miguel María Lasa und Klaus-Peter Thaler. Maertens gewann auch 13 Etappen, die Punktewertung und die Zwischensprintwertung Meta Volantes. Die Bergwertung gewann Pedro Torres Cruces. Das Team Teka siegte in der Mannschaftswertung.

## Etappen
| Etappe | von                    | nach                       | km        | Sieger                | Maillot amarillo |
| ------ | ---------------------- | -------------------------- | --------- | --------------------- | ---------------- |
| Prolog | Dehesa de Campoamor    | Dehesa de Campoamor        | 8 (EZF)   | Freddy Maertens       | Freddy Maertens  |
| 1      | Dehesa de Campoamor    | La Manga del Mar Menor     | 115       | Freddy Maertens       | Freddy Maertens  |
| 2      | La Manga del Mar Menor | Murcia                     | 161       | Freddy Maertens       | Freddy Maertens  |
| 3      | Murcia                 | Benidorm                   | 200       | Fedor den Hertog      | Freddy Maertens  |
| 4      | Benidorm               | Benidorm                   | 8,3 (EZF) | Michel Pollentier     | Freddy Maertens  |
| 5      | Benidorm               | El Saler                   | 159       | Freddy Maertens       | Freddy Maertens  |
| 6      | Valencia               | Teruel                     | 170       | Freddy Maertens       | Freddy Maertens  |
| 7      | Teruel                 | Alcalà de Xivert           | 204       | Freddy Maertens       | Freddy Maertens  |
| 8      | Alcalà de Xivert       | Tortosa                    | 141       | Freddy Maertens       | Freddy Maertens  |
| 9      | Tortosa                | Salou                      | 144       | Freddy Maertens       | Freddy Maertens  |
| 10     | Salou                  | Barcelona                  | 144       | Cees Priem            | Freddy Maertens  |
| 11A    | Barcelona              | Barcelona                  | 3,8 (EZF) | Freddy Maertens       | Freddy Maertens  |
| 11B    | Barcelona              | Barcelona                  | 45        | Freddy Maertens       | Freddy Maertens  |
| 12     | Barcelona              | Santa Margarida de Montbui | 198       | Giuseppe Perletto     | Freddy Maertens  |
| 13     | Igualada               | La Seu d’Urgell            | 135       | Freddy Maertens       | Freddy Maertens  |
| 14     | La Seu d’Urgell        | Monzón                     | 200       | Carlos Melero         | Freddy Maertens  |
| 15     | Monzón                 | Aramón Formigal            | 166       | Pedro Torres Cruces   | Freddy Maertens  |
| 16     | Aramón Formigal        | Cordovilla                 | 170       | Freddy Maertens       | Freddy Maertens  |
| 17     | Cordovilla             | Bilbao                     | 183       | Luis Alberto Ordiales | Freddy Maertens  |
| 18     | Bilbao                 | Santuario de Urkiola       | 126       | José Nazabal          | Freddy Maertens  |
| 19     | Durango                | Miranda de Ebro            | 104       | Freddy Maertens       | Freddy Maertens  |

## Endstände
| Sieger                | Freddy Maertens               | 78:54:36 h  |
| Zweiter               | Miguel María Lasa             | + 2:51 min  |
| Dritter               | Klaus-Peter Thaler            | + 3:23 min  |
| Vierter               | Domingo Perurena              | + 4:45 min  |
| Fünfter               | José Luis Viejo               | + 5:14 min  |
| Sechster              | Michel Pollentier             | + 5:35 min  |
| Siebter               | Gary Clively                  | + 7:06 min  |
| Achter                | José Pesarrodona              | + 9:32 min  |
| Neunter               | Pedro Torres Cruces           | + 10:29 min |
| Zehnter               | José Antonio González Linares | + 11:18 min |
| Punktewertung         | Freddy Maertens               | 369 P.      |
| Zweiter               | Klaus-Peter Thaler            | 173 P.      |
| Dritter               | José Luis Viejo               | 131 P.      |
| Bergwertung           | Pedro Torres Cruces           | 164 P.      |
| Zweiter               | Andrés Oliva                  | 115 P.      |
| Dritter               | Ludo Loos                     | 91 P.       |
| Meta Volantes-Wertung | Freddy Maertens               | 15 P.       |
| Teamwertung           | Teka                          | 236:14:43 h |